# Ctenoplusia
Ctenoplusia is een geslacht van vlinders van de familie Uilen (Noctuidae), uit de onderfamilie Plusiinae.

## Soorten
- C. accentifera (Lefebvre, 1827)
- C. adiaphora Dufay, 1974
- C. aenescens Prout, 1921
- C. agnata Staudinger, 1892
- C. albostriata Bremer & Grey, 1853
- C. amydra Dufay, 1972
- C. asteia Dufay, 1972
- C. astrapaea Dufay, 1972
- C. aurisuta (Dufay, 1968)
- C. caelata Dufay, 1972
- C. caudata Schaus, 1906
- C. crinoides Dufay, 1972
- C. chalcopasta Hampson, 1912
- C. chillagoes Lucas, 1900
- C. dargei Dufay, 1972
- C. dorfmeisteri (Felder & Rogenhofer, 1874)
- C. edora (Prout A. E., 1927)
- C. epargyra Dufay, 1968
- C. etiennei Dufay, 1975
- C. euchroa Hampson, 1918
- C. euchroides Carcasson, 1965
- C. eugrapha Hampson, 1913
- C. fracta (Walker, 1858)
- C. fulgens Dufay, 1972
- C. furcifera (Walker, 1857)
- C. gammaloba Hampson, 1910
- C. gemmata Dufay, 1972
- C. griveaudi Dufay, 1968
- C. guenei Wallengren, 1856
- C. herbuloti Dufay, 1982
- C. ichinosei Dufay, 1965
- C. isospila Dufay, 1972
- C. karthalae Dufay, 1982
- C. laqueta Dufay, 1968

- C. latistigma Prout, 1922
- C. leucostigma Dufay, 1968
- C. limbirena (Guenee, 1852)
- C. mapongua Holland, 1894
- C. melanocephala Möschler, 1884
- C. micans Dufay, 1968
- C. ogovana Holland, 1894
- C. pauliana Dufay, 1968
- C. perispomena Dufay, 1972
- C. perplexa Dufay, 1975
- C. phocea (Hampson, 1910)
- C. phoceoides Dufay, 1972
- C. placida Moore, 1884
- C. polycampta Dufay, 1972
- C. porphyrea Dufay, 1970
- C. proseides Dufay, 1972
- C. psileia Dufay, 1975
- C. rhodographa (Dufay, 1968)
- C. rubronitens Dufay, 1972
- C. scoteina Dufay, 1972
- C. selagisma Dufay, 1972
- C. seyrigi Dufay, 1968
- C. sigillata Dufay, 1970
- C. tarassota Hampson, 1913
- C. triteia Dufay, 1972
- C. vermiculata Dufay, 1970
- C. vittata (Wallengren, 1856)